# Torneo de San Petersburgo 2010
El Torneo de San Petersburgo es un evento de tenis que se disputa en San Petersburgo, Rusia,  se juega entre el 25 de octubre y el 31 de octubre de 2010.

## Campeones
- Individuales masculinos:  Mijaíl Kukushkin derrota a   Mijaíl Yuzhny, 6–3, 7–6(2).

- Dobles masculinos:  Daniele Bracciali /  Potito Starace   derrotan a  Rohan Bopanna /  Aisam-ul-Haq Qureshi, 7–6(6), 7–6(5).